# Patriota (film 1928)
Patriota (ang. The Patriot) – amerykański dramat historyczny z 1928 roku w reżyserii Ernsta Lubitscha.

## Nagrody i nominacje
| Nazwa nagrody | Wygrane                                              | Nominacje |
| ------------- | ---------------------------------------------------- | --- |
| Oscar         | 1930 Najlepsze osiągnięcie scenariuszowe Hanns Kräly | 1930 Najlepszy film wytwórnia Paramount Famous Lasky Najlepszy aktor pierwszoplanowy Lewis Stone Najlepszy reżyser Ernst Lubitsch Najlepsza scenografia Hans Dreier |